# Adio
Adio — компания, производящая обувь и одежду для скейтбордистов и основанная в Катании Крисом Миллером в 1999 году. Она была приобретена K2, базирующейся в Карлсбаде, Калифорния. K2 была позднее приобретена корпорацией Jarden в 2007 году. Название произносится как «адио» или «a d е о». В первые годы своего существования компания Adio стала спонсором профессионального скейтбординга и сноубординга.
В 2002 году Adio выпускает полнометражный фильм на 56 минут под режессированием  Джоша Стюорта и названием "Adio - one step beyond", в переводе "Адио - На шаг впереди". В видео представлена вся команда Adio в своих лучших видеофрагментах. Плавное, стильное катание на скейтборде, невероятная техничность и некоторые из самых ужасных трюков, которые когда-либо выполнялись, сочетаются с потрясающими графическими эффектами (Хосе Гомес, Андре Стрингер), чтобы представить вам одно из самых оригинальных видео о скейтборде, когда-либо созданных.
Членами группы с 2004 года были Шон Уайт, Джереми Рей, Тони Хоук,Бэм Марджера, Эд Селего, Дэнни Монтойя, Брайан Самнер, Кенни Андерсон, Алекс Чалмерс и Стив Нессер. Ветеран Джим Строессер был назначен президентом Adio в декабре 2009 года. Он основал крупный офис компании в Калифорнии в январе 2010 года.
В ноябре 2010 года компания Adio объявила о роспуске их скейтборд команды и переехала Нью-Йорк. К 2011 Adio уже находится не в США.